# Кокс Базар
Кокс Базар (на английски: Cox's Bazar; на бенгалски: কক্সবাজা) е град в област Читагонг, Бангладеш.
Разположен е на брега на Бенгалския залив. Основен център за отдих и туризъм на Бангладеш, известен с най-дългия в света непрекъснат пясъчен плаж с дължина 125 km.
Името му произлиза от капитан Хирам Cox, служител в Британска Индия. Активното му участие в разрешаването на конфликта между местни жители и имигранти е довело до придаване името му на града. Преждевременната му смърт през 1799 г. прави невъзможно пълното разрешаване проблема.
|  | Тази страница частично или изцяло представлява превод на страницата Cox's Bazar в Уикипедия на английски. Оригиналният текст, както и този превод, са защитени от Лиценза „Криейтив Комънс – Признание – Споделяне на споделеното“, а за съдържание, създадено преди юни 2009 година – от Лиценза за свободна документация на ГНУ. Прегледайте историята на редакциите на оригиналната страница, както и на преводната страница, за да видите списъка на съавторите. ВАЖНО: Този шаблон се отнася единствено до авторските права върху съдържанието на статията. Добавянето му не отменя изискването да се посочват конкретни източници на твърденията, които да бъдат благонадеждни. |